# Lisses
Lisses is een gemeente in het Franse departement Essonne (regio Île-de-France) en telt 7206 inwoners (1999). De plaats maakt deel uit van het arrondissement Évry.

## Geografie
De oppervlakte van Lisses bedraagt 10,4 km², de bevolkingsdichtheid is 692,9 inwoners per km².
De onderstaande kaart toont de ligging van Lisses met de belangrijkste infrastructuur en aangrenzende gemeenten.

## Demografie
Onderstaande figuur toont het verloop van het inwonertal (bron: INSEE-tellingen).

## Parkour
Hoewel Lisses niet erg groot is, wordt de stad gezien als het centrum van parkour. Deze sport is ontwikkeld door de in Lisses geboren jeugdvrienden David Belle en Sébastien Foucan, die eind jaren tachtig samen begonnen zijn tal van bouwwerken in de stad te bedwingen, geïnspireerd door onder anderen Bruce Lee, en die nadien voor hun hobby steeds meer medestanders kregen. Parkour heeft zich doorontwikkeld tot een internationaal beoefende sport, maar nog altijd komen er jaarlijks tientallen tot honderden niet-Fransen naar Lisses om er parkour te beoefenen.